# Rakovník
Rakovník là một thị trấn thuộc huyện Rakovník, vùng Středočeský, Cộng hòa Séc.